# Resko Północne
Resko Północne – nieczynna stacja kolejowa w Resku, w województwie zachodniopomorskim, w Polsce. 
W 1947 roku zmieniono niemiecką nazwę stacji – Regenwalde Nord Bahnhof, na polską nazwę Resko Dworzec Północny. W 2012 roku rozpoczęto fizyczną likwidację stacji oraz układu torowego.